# Новосілки (Вілейський район, Хотеньчицька сільська рада)
Новосілки (біл. вёска Навасёлкі) — село в складі Вілейського району Мінської області, Білорусь. Село підпорядковане Хотеньчицькій сільській раді, розташоване в північній частині області.

## Історія
У 1921–1945 роках село знаходилось у Польщі, у Вільнюській губернії, Вілейського повіту, гміні Хотеньчиці.

## Населення
- 1866 рік - 25 люди, 3 будинки[1]
- 1921 рік - 58 люди, 10 будинки[2].
- 1931 рік - 57 люди, 9 будинки[3].